# Sonata para violonchelo n.° 1 (Reger)

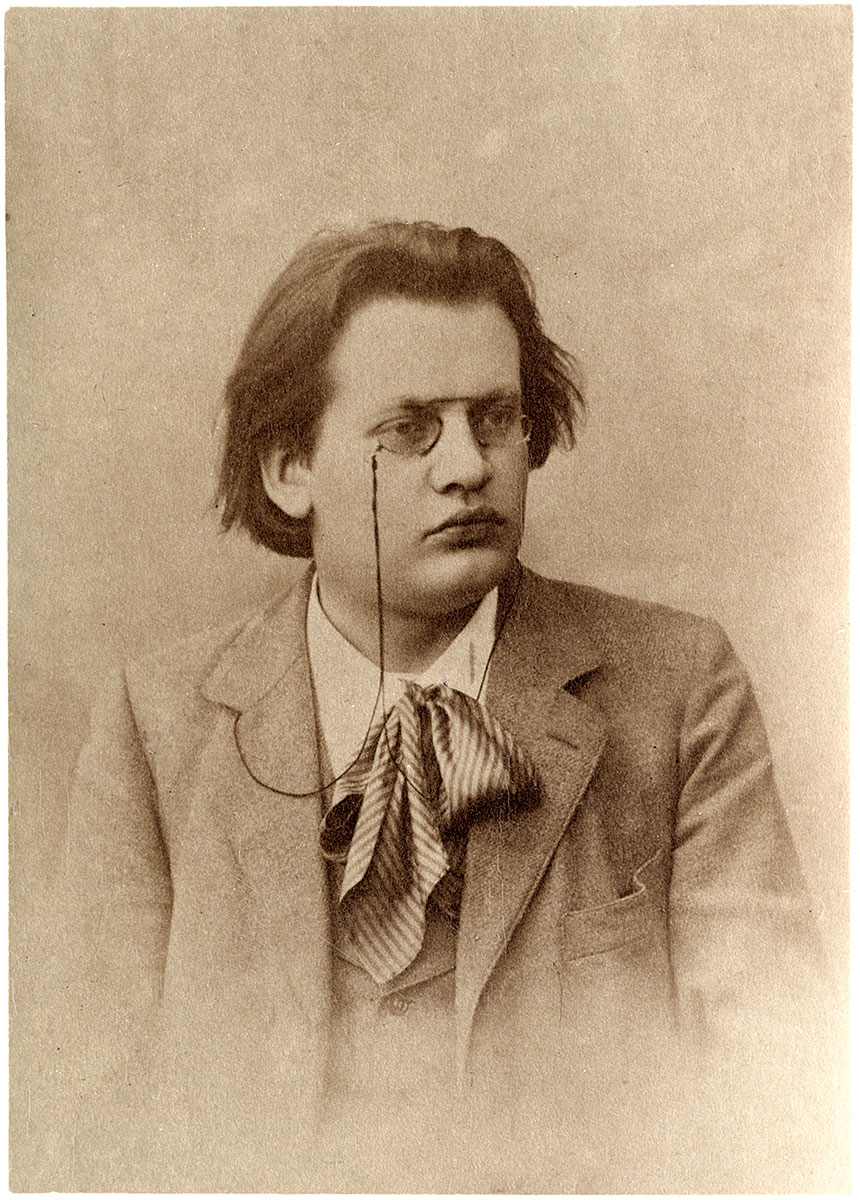
Max Reger - 1896

La Sonata para violonchelo en fa menor, op. 5, fue compuesta por Max Reger en 1892 en Wiesbaden. Se la dedicó al violonchelista Oskar Brückner, quien la interpretó por primera vez, con el compositor como pianista, en el propio Wiesbaden el 17 de octubre de 1893. Fue publicada por Augener & Co., en Londres, en septiembre de 1893.

## Contexto
Reger estudió composición en el Conservatorio de Wiesbaden de 1890 a 1893 con Hugo Riemann. Reger compuso esta primera Sonata para violonchelo en fa menor en 1892. Riemann consiguió para Reger su primer contrato editorial de siete años con la casa londinense Augener & Co. que publicó la sonata para violonchelo en septiembre de 1893. Reger dedicó la obra al violonchelista Oskar Brückner, quien la interpretó por primera vez, con el compositor como pianista, en Wiesbaden el 17 de octubre de 1893.

## Análisis musical
La sonata se estructura en tres movimientos:
- Allegro maestoso ma appassionato
- Adagio con gran affetto – Più mosso assai
- Finale / Allegro (un poco scherzando)

La sonata comparte muchas características con las obras del género casi contemporáneas de Johannes Brahms, en armonía, ritmo, figuración, una rica parte de piano y las apasionadas líneas de violonchelo.
La apertura del primer movimiento se puede describir como "surgida apasionada y heroicamente".
El segundo movimiento en re bemol mayor comienza casi como una escena operística, con una línea de violonchelo a modo de recitativo. 
El final es animado y divertido. El musicólogo Calum MacDonald escribe al respecto: "Justo antes de la coda hay un momento de tranquila reflexión que recuerda cómo la frase inicial del tema final se hace eco de la del primer tema del primer movimiento, antes de los tumultuosos compases finales. En la cadencia final, el piano alude a la figura punteada con la que había comenzado la sonata". 
Gavin Dixon señala en una reseña crítica que "un drama intenso está presente desde la primera nota de la Primera Sonata" y resume que las sonatas para violonchelo son casi siempre "psicológicamente turbulentas", complejas y traumáticas.

## Grabaciones
Entre las grabaciones se pueden destacar una de Alexander Kniazev (violonchelo) y Édouard Oganessian (piano) como parte de sus grabaciones de las obras completas de Reger para violonchelo y piano. Tocaron las cuatro sonatas en 1997 y las otras piezas en 2008 y 2009.
La otra destacada es la de Alban Gerhardt (violonchelo) y Markus Becker (piano) que realizaron otra grabación de las sonatas y suites para violonchelo de Reger en 2007. El crítico Ivan March señala que "ambos artistas producen la respuesta apasionada que se exige", especialmente el "registro medio cálido y resonante" de Gerhardt y la capacidad de Becker para afrontar "el considerable virtuosismo de la música".